# Глен Гулд
Глен Херберт Гулд (енгл. Glenn Herbert Gould; Торонто, Канада, 25. септембар 1932 – Торонто, Канада, 4. октобар 1982) је био виртуозни канадски пијаниста класичне музике, композитор а у познијим годинама и диригент. Мада је имао разноврстан репертоар који је обухватао дела ренесансних, барокних и композитора прве половине 20. века, највише је свирао Бахове и Бетовенове композиције. Најпознатији је по својим неконвенционалним интерпретацијама Баха, поглавито Голдберг варијација. Писао је и есеје, музичку критику и музичку теорију. Остао је упамћен и по ексцентричностима као што је потапање руку у врелу воду пре наступа или по томе што је док свира певушио и мрмљао седећи на столичици високој само тридесетак центиметара.

## Детињство
Глен Херберт Гулд се родио као Глен Голд али су његови родитељи због растућег антисемитизма пред Други светки рат променили презиме у Гулд да не би били помешани са Јеврејима. Растао је у музичкој породици: отац му је свирао виолину, мајка клавир и оргуље, а преко мајке је био у даљем сродству са Едвардом Григом. Рано откривши у њему апсолутни слух и таленат за музику, мајка га је учила да свира клавир и оргуље тако да је пре него што је научио да чита слова читао ноте. Био је чудо од детета - већ са пет година компоновао је своју прву композицију. Први концерт на који је ишао био је последње извођење пољског пијанисте Јозефа Хофмана у Торонту који је оставио велики утисак на шестогодишњег Гулда.

## Године учења
У десетој години почео је да учи музику у Краљевком музичком конзерваторијуму у Торонту. Његов професор клавира је био Алберто Гереро који ће га подучавати до 1952. На првом музичком такмичењу на којем је учествовао освојио је награду, а касније се изричито противио свакој врсти такмичења и није више учествовао. У његовим раним годинама на њега су утицали пијанисти Артур Шнабел (Шнабелова извођења Бетовена) и Розалин Тирек (њена интерпретација Баха) и оркестарске транскрипције Бахових композиција за оргуље диригента Леополда Стоковског.
Први јавни наступ имао је са 12 година на оргуљама. Наредне године је први пут наступио као солиста на клавиру са оркестром у Краљевском конзерваторијуму свирајући Бетовенов Четврти клавирски концерт. На свом првом јавном реситалу свирао је дела Скарлатија, Шопена, Листа и Бетовена. Као и након будућих својих наступа, и на првима је побрао одличне критике. Године 1950, је имао свој први реситал на радију СВС.

## Пијаниста
Кренуо је на турнеју 1957. Био је први Канађанин и Северноамериканац који је свирао у Совјетском Савезу након Другог светског рата. Поред Баха и Бетовена, свирао је и композиције Арнолда Шенберга, Антона Веберна и Албана Берга (којег је било забрањено свирати у Совјетском Савезу), а популаризовао је Дмитрија Шостаковича на западу. Касније је свирао са Берлинском филхармонијом под вођством Херберта фон Карајана са којим је гајио и лично пријатељство.
Са Њујоршком филхармонијом и диригентом Леонардом Бернстајном изводио је Брамсов Концерт у де молу 5, 6, и 8. априла 1962. Пре наступа, Бернстајн је изашао на сцену и саопштио публици да се он не слаже са Гулдовом интерпретацијом која је имала успорени темпо несвојствен Брамсовој динамичности и истицање контрапункта и мотива.
Наступао је широм Европе, у Салцбургу, Бриселу, Бостону, у Италији, Немачкој, Шведској. Свирао је и са диригентима Бојдом Нилом (са Харт хаус оркестром) и Јозефом Крипсом (са Лондонским симфонијским оркестром), а на Ванкуверском интернационалном фестивалу 1958, затим 1960–1961. поред тога што је свирао држао је и предавања из музике.
Често је наступао на канадској телевизији и радију и постао је веома популаран. Његов први радио документарац био је о Шенбергу. Држао је и предавања која су данас већином објављена.
Када је имао 31 годину нагло се повукао из јавног живота, наводећи као разлог то што му је одузимао исувише времена за компоновање и друге активности, а сматрао је да изолација од туђе критике повољно утиче на креативност. Постоје назнаке да је имао Аспергеров синдром, тј. блажи облик аутизма и да је то изазивало многе његове ексцентричности попут честог ношења рукавица и много слојева одеће и по топлом времену, избегавања физичког контакта са другима и хипохондрије. Последњи пут је наступио у Лос Анђелесу 10. априла 1964.
Наставио је међутим да изводи реситале на радију које је пропраћао и коментаром. Веома је много писао, како о музичким тако и о другим темама, махом објављујући по часописима.

## Голдберг варијације

### 1955.
Дана 11. јануара 1955. први пут је свирао у Њујорку. Исте године у јуну за Columbia Masterworks (CBS касније CBS Masterworks and Sony Classical, данас Sony Masterworks) за које ће снимати до краја живота снимио је Бахове Голдберг варијације. Овај снимак му је донео интернационалну славу и постао бестселер. Чини се да је ово Бахово дело нарочито погодовало Гулду зато што Бах није нагласио какав темпо би требало користити, а Гулд је између осталог био препознатљив и по необичном темпу који је наметао композицијама које је свирао. Снимак из 1955. стога одликује пребрз или преспор темпо, претерана употреба стаката као и необично фразирање.

### 1981.
Године 1981, Гулд је поново снимио Голдберг варијације у истом студију у Њујорку као и 1955, али их је одсвирао потпуно другачије него први пут схвативши их као једно једино дело иако се састоје од једне арије и 30 варијација, такорећи ујединивши их својим извођењем. Необичан темпо је присутан и у овом извођењу. Ма колико неконвенционална била Гулдова интерпретација а можда делом баш због тога, многи сматрају да је он пружио једно од најбољих извођења Варијација и по томе, између осталог, остао упамћен у историји музике. На поновно снимање овог дела навело га је делимично и то што се технологија снимања музике битно променила у односу на 1955, а он је током читавог живота истраживао технолошке могућности снимања музике. За ово дело као и за извођења других Бахових дела награђен је Гремијем, а исту награду је добио и постхумно за извођење Бетовених Соната за клавир 12 и 13.

## Композиторски рад
Гулд је компоновао и тонална и атонална музичка дела. Волео је да компонује по правилима контрапункта. Гулдова једина већа композиција је једноставачни Гудачки квартет написан између 1953. и 1955. Ово дело је мешавина барокне фуге и класичног сонатног облика и показује утицаје Штрауса и Шенберга. Први пут је изведено на CBS-ијевој француској радио станици 21. маја 1956. Свирао је Монтреалски гудачки квартет.
Након 1964. није се више озбиљно бавио компоновањем упркос многим нацртима за камерну и оркестарску музику и опере.

## Последњи дани
Основао је камерни оркестар у Торонту и постао његов диригент. Са њима је нарочито волео да изводи Вагнерову Зигфридову идилу коју је транскрибовао за клавир и снимање.
Умро је од можданог удара 4. априла 1982. Постоји скулптура Глена Гулда у Торонту како седи на клупи у парку у свом зимском капуту који није скидао ни лети. Добио је звезду на Канадској стази славе 1988. а канадска пошта је издала поштанску маркицу њему у част 1999.

## Стил
Гулд је постао препознатљив по томе што певуши и њише се док свира. Увек је свирао на сопственом клавиру и сопственој столичици којој је његов отац скратио ноге. Одбијао је да свира Шопена, Шумана, Листа и Дебисија, и нарочито Моцарта, сматрајући да су њихова дела празна, театрална и егзибиционистичка, а волео је седамнаестовековног енглеског композитора Орланда Гибонса.
Његов репертоар је био селективан са нагласком на делима Баха и Шенберга, па и Бетовена, и са упадљивим избегавањем романтичара. Свирао је и транскрипције оперских и оркестарских дела.
Сврха уметности по Гулду није у тренутном узбуђењу, већ у "постепеном, целоживотном изграђивању стања чуда и спокојства". Гулдова извођења су увек неконвенционална и оригинална. Често је експериментисао са темпом доводећи га до екстрема, имао је нобичну динамику и фразирање. По њему, излишно је поново свирати неко већ много пута одсвирано дело ако то извођење не може да пружи потпуно нову интерпретацију.
Његов стил је експресиван више него лиричан, контапунктски и модеран пре него романтичан.
Гулд је можда највише проширио технолошке могућности снимања у класичној музици. Истраживао је како њене естетичке тако и етичке учинке. Веровао је да уметник има "морални задатак". Сматрао је да је могућност да се музика сними променила традиционални однос између композитора, извођача и слушаоца.

## Награде и признања
- 1959. Британска награда Медаља за пијанисте Харијет Коен Бах
- 1964. Почасни докторат Универзитета у Торонту
- 1968. Награда Канадског већа за уметност Молсон
- 1973. Награда Греми за албум Хиндемит: Сонате за клавир
- 1967. Канадска конфедерациона медаља
- 1968. Награда Канадског већа за уметност Молсон
- 1976. Диплома части од Канадске уметничке конференције
- 1976. Национална награда за музику Универзитета Алберта
- 1979. Награда за најбољи албум класичне музике Џуно за Хиндемитов Das Marienleben
- 1981. Награда Канадског музичког већа и Гран при за диск
- 1982. Награда Греми за најбољи албум класичне музике (Бах: Голдберг варијације)
- 1982. Награда Греми за најбоље инструментално солистичко извођење (Бах: Голдберг варијације)
- 1982. Награда Греми за најбоље инструментално солистичко извођење (Бетовен: Сонате бр. 12 и 13)
- 1983. Награда Џуно за најбољи албум класичне музике (Бах: Голдберг варијације)
- 1983. Примљен у канадски Музички хол славних
- 1983. Голдберг варијације из 1955. су уврштене у Хол славних Националне академије за уметност и науку
- 1983. Награда Џуно за најбољи албум класичне музике (Брамс: Баладе оп. 1о, Рапсодије бр. 79)
- 2013. Награда Греми за животно дело